# Szász András (kézilabdázó)
Szász András (Vargyas, 1994. január 24. –) magyar származású román válogatott kézilabdázó, a Dinamo București csapatának játékosa.

## Pályafutása

### Klubcsapatokban
Szász András a Székelyudvarhelyi KC csapatánál kezdte pályafutását. 2011-ben mutatkozott be a felnőttek között, tizenhét éves korában. 2015-ben a harmadik számú nemzetközi kupasorozatnak számító Challenge Cup-ot is megnyerte a csapattal. 2017-ben szerződött a CSM Bucureștihez. Egy szezont követően a városi rivális Dinamo Bucureștiben folytatta pályafutását. A csapat színeiben a Bajnokok Ligájában is pályára lépett, tíz mérkőzésen húsz gólt szerzett. 2019 januárjában hivatalosan is bejelentették, hogy a következő szezontól a Tatabánya játékosa lesz. Mindössze egy szezont töltötta csapatnál, majd visszatért a Dinamo Bucureștihez.

### A válogatottban
Román színekben ifjúsági Európa- és világbajnokságon is szerepelt. A román válogatottban 2016-ban mutatkozott be. 2019 januárjában úgy nyilatkozott, hogy a Nemzetközi Kézilabda-szövetség ilyenkor előírt  két és fél éves eltiltását is vállalva a magyar válogatottban kíván szerepelni, amennyiben arra lehetősége lesz.

## Sikerei, díjai
Székelyudvarhelyi KC
- Challenge Cup-győztes: 2015